# Листвянка (Тисульский район)
Листвя́нка — деревня в Тисульском районе Кемеровской области. Входит в состав Листвянского сельского поселения. Родина первого человека, вышедшего в открытый космос — А. А. Леонова. В окрестностях деревни произрастают лиственные леса, что и послужило основанием для названия. Однако по рассказам предков, при переселении место было выбрано из-за наличия произраставших там лиственниц и наличия воды (речки). Из лиственницы были построены дома. В последствии после рубки хвойных деревьев их место заполонила береза. Таким образом, происхождение названия деревни идет не от лиственных деревьев, а от лиственницы. До настоящего времени сохранились избы, изготовленные из той самой лиственницы. Имеется ГБУ КО «Листвянский психоневрологический интернат».

## География
Центральная часть населённого пункта расположена на высоте 172 метров над уровнем моря. Участок деревни расположен большей частью своей площади в низменной, степной части района, северная же его часть поднимается вверх, на увал и захватывает небольшой кусок плоского нагорья. Почва в большей части чернозёмная.

## Население
| 2010 |
| ---- |
| 535  |

В 1894 году численность поселения составила 273 человека;
В 1911 году — 445 жителей;
В 1920 году насчитывалось 657 жителей;
В 1930 году — 703 человека;
В 1968 году — 440 человек;
В 1989 году — 570 человек;
По данным Всероссийской переписи населения 2010 года, в деревне Листвянка проживает 535 человек (258 мужчин, 277 женщин).
Известные жители
30 мая 1934 года в селе родился Алексей Архипович Леонов, советский космонавт № 11, первый человек, вышедший в открытый космос, дважды Герой Советского Союза (1965, 1975), лауреат Государственной премии СССР (1981).

## История
Деревня образована в 1888 году 38-ю семьями переселенцами. В основном все из Корочанского уезда, Курской губернии, а всего три семьи из Нечаевской волости, Егорьевского уезда.
- 17 семей — бывшие помещичьи крестьяне из д. Стрелиц (историческое название: слобода Стрелица Корочанского уезда) (малороссы);
- 8 семей — тоже бывшие помещичьи из д. Ивица (историческое название: слобода Ивица Корочанского уезда) (часть малороссов и часть великороссов);
- 6 семей — государственные крестьяне из д. Тюриной (великороссы);
- 2 семьи — бывшие помещичье из д. Авдеевой (великороссы);
- 3 семьи бывшие государственные крестьяне из д. Полянок и д. Соколок (великороссы).

Причиной переселения, по-видимому, был недостаток надельной земли и выгонов, для гончаров — дороговизна топлива, делавшая промысел совершенно безвыгодным.
Участок был отмежёван только по прибытии новосёлов. На участке новосёлы нашли паханные сибиряками земли. Они дали им засеять безвозмездно заготовленные пары. Старожилы встретили новосёлов не очень дружелюбно, но до насильственных мер не дошли. Со временем отношения сгладились, но общий тон остался недружелюбным. Но и отношения в общине тоже не складывались, причиной тому — земельные дела. Одну партию в обществе составляли гончары малороссы, другую — все остальные общественники.
Первоначально, поселение было распланировано в одну улицу, изломанную углом. Дома были бревенчатые, измазанные глиной и с соломенной крышей. Единственной проблемой населения было отсутствие церкви. Листвянское поселение относилось к Усть-Колбинскому приходу (Церковь во имя Введения во храм Пресвятой Богородицы). Там велась регистрация рождения, браков и смерти.
Уже в 1894 году численность поселения составила 273 человека.
На правом берегу р. Серты, недалеко от поселения, имелась шахта с доброкачественной серой глиной, из которой местные жители выделывали глиняные горшки и прочую кухонную утварь.
В 1911 году посёлок состоял из 60 дворов с 445 жителями. Здесь действовала сельская управа, молочная лавка, хлебозапасный магазин.
В 1920 году насчитывалось 657 жителей. А уже с 1925 года Листвянка являлась центром сельского Совета (впоследствии Листвянский сельсовет был присоединён к Усть-Колбинскому сельсовету).
Перед коллективизацией насчитывалось 703 человека. В состав деревни был включён высел Сталинский и хутор Сталинский. Образовавшемуся колхозу присвоили наименование имени Сталина. После выноса тела И. В. Сталина из Мавзолея, колхозу было присвоено другое название — «им. XXII Партсъезда». В 1968 году к колхозу присоединили колхоз «Красный флот» д. Николаевки, Тисульского района, Кемеровской области.
Решением Кемеровского облисполкома № 489 от 10 ноября 1980 года в деревню Листвянка был перенесён центр Усть-Колбинского сельсовета.
В 1968 году в деревне проживало 440 жителей, в 1989 году — 570 человек, а в 2002 году — 535 человек.
В настоящий момент д. Листвянка — центр сельского поселения, в которое входит д. Усть-Колба.